# Megachile basalis
Megachile basalis är en biart som beskrevs av Smith 1853. Megachile basalis ingår i släktet tapetserarbin, och familjen buksamlarbin. Inga underarter finns listade i Catalogue of Life.